# توماس دي شال
توماس دي شال (بالإنجليزية: Thomas D. Schall) (و. 1878 – 1935 م) هو سياسي، ومحامي من الولايات المتحدة الأمريكية. ولد في ريد سيتي.
تولى منصب عضو مجلس الشيوخ الأمريكي .وهو عضو في الحزب الجمهوري.
توفي في واشنطن العاصمة.

## التعليم
تعلم في جامعة مينيسوتا.